# 金平毛柱杜鹃
金平毛柱杜鹃（学名：Rhododendron pilostylum），为杜鹃花科杜鹃花属下的一个植物种。